# Nucli híbrid

Estructura nucli monolític, micronucli i nucli híbrid.

En computació, un 'nucli híbrid' és un tipus de nucli d'un sistema operatiu. Bàsicament, és un micronucli que tenen una mica de codi «no essencial» en espai de nucli, perquè aquest s'executi més ràpid del que ho faria si estigués en espai d'usuari.
Aquest va ser un compromís que molts desenvolupadors dels primers sistemes operatius, amb arquitectura basada en micronucli, van adoptar abans que es mostrés que els micronuclis poden tenir també molt bon rendiment.
La majoria de sistemes operatius moderns són dins d'aquesta categoria, sent el més popular Microsoft Windows. El nucli de Mac OS X, XNU, també és un micronucli NO modificat, a causa de la inclusió de codi del nucli de FreeBSD al nucli basat en  Mach. DragonFly BSD és el primer sistema BSD que adopta una arquitectura de nucli híbrid sense basar-se en Mach.
Es tendeix a confondre erròniament als nuclis híbrids amb els  nuclis monolítics que poden dinàmicament carregar mòduls després de l'arrencada. El concepte de nucli híbrid es refereix al fet que el nucli en qüestió utilitza mecanismes o conceptes d'arquitectura tant del disseny monolític com del micronucli, específicament el pas de missatges i la migració de codi «no essencial» cap a l'espai d'usuari (mantenint al seu torn cert codi «no essencial» en el mateix nucli per raons de rendiment).

## Exemples de SO amb nuclis híbrids
- Microsoft Windows NT, usat en tots els sistemes que usen el codi base de Windows NT
- XNU (usat en Mac OS X)
- DragonFly BSD
- ReactOS